# Touro College
Touro College est un établissement d'enseignement supérieur de la ville de New York. Il a été créé par le docteur Bernard Lander. En 2010, plus de 24 000 étudiants sont engagés dans les divers programmes de l'établissement, à travers le monde.